# وانگ فنگ (شیرجه‌رو)
وانگ فنگ (چینی: 王峰؛ زادهٔ ۱۷ آوریل ۱۹۷۹) شیرجه‌رو اهل چین است.
وی در مسابقات کشوری و بین‌المللی در مجموع برندهٔ ۱۰ مدال طلا، ۲ مدال نقره، ۱ مدال برنز شده‌است.